# أهلية الموصي القانونية

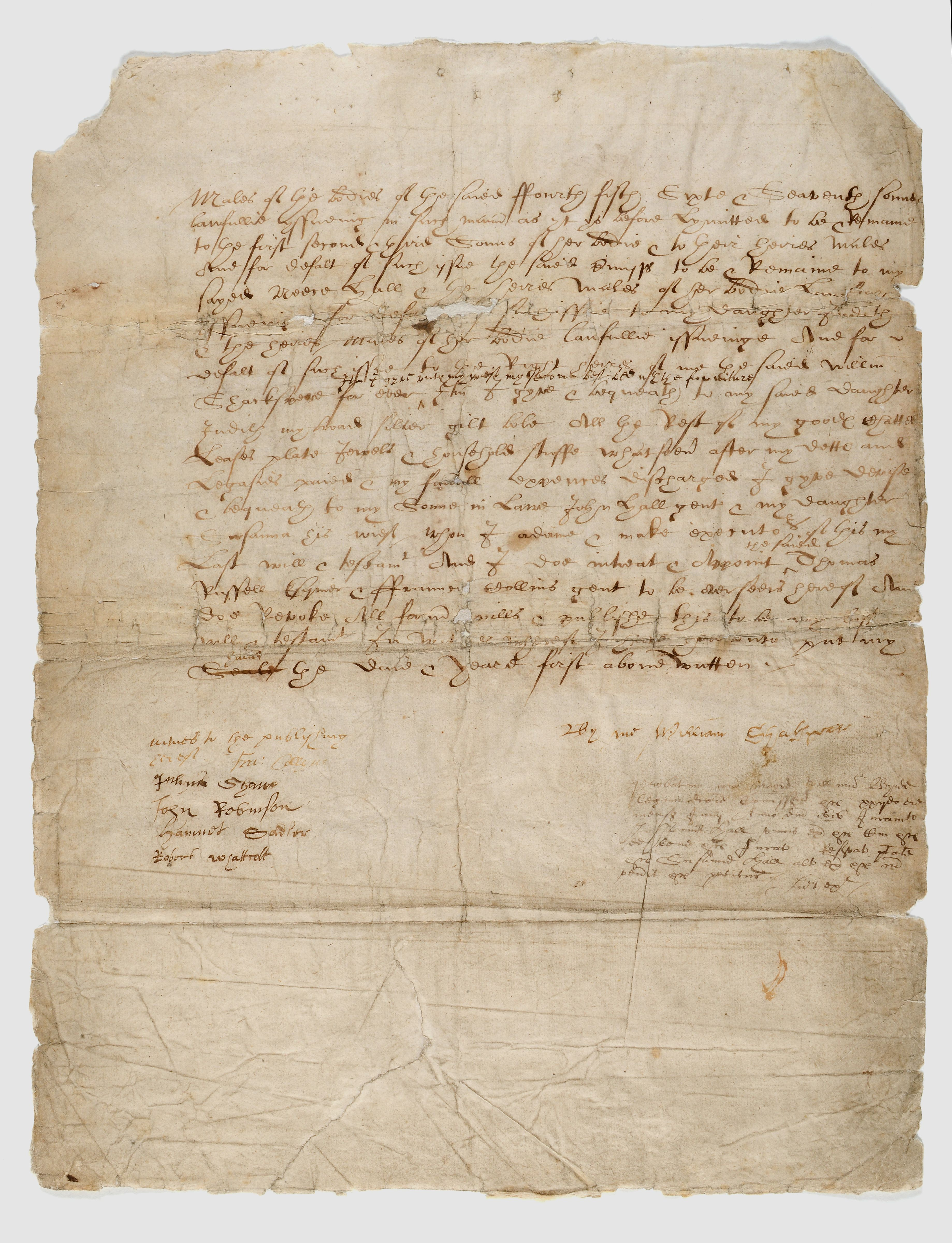

في تقاليد القانون العام، أهلية الموصي القانونية هي جملة اصطلاحية قانونية تُستخدم لوصف قدرة الشخص القانونية والعقلية لتحرير أو تغيير وصية قانونية سارية. يُدعى هذا المفهوم أيضًا بسلامة الذهن والذاكرة أو الذهن والذاكرة المُهيّئتان.

## قرينة الأهلية
يجري افتراض أن البالغين يملكون القدرة على تحرير وصية. تتمحور الدعوى عادةً حول أهلية الموصي القانونية بأن الموصي (المورث)، بسبب الشيخوخة، أو الخرف، أو الجنون (العته)، أو أي مظاهر اختلال عقلي أخرى، تنقصه القدرة العقلية لتحرير وصية. يقتضي المبدأ في أساسه وجوب إثبات مَن طعن بالوصية السارية القانونية أن الموصي لم يكن يعلم بعواقب سلوكه عندما حرر الوصية.
يُعتبر بعض الأشخاص عادةً، مثل القاصرين، غير مؤهلين بشكل قاطع لتحرير وصية في القانون العام؛ على أية حال، يُمنح القاصر الذي يخدم في الجيش الحق بتحرير وصية عن طريق ميثاق تشريع في العديد من الهيئات القضائية. في جنوب أفريقيا، يحصل المرء على الأهلية بعمر 16.

## الشروط
متطلبات أهلية الموصي القانونية ضئيلة. تُحكِّم بعض المحاكم بأن الشخص الذي تنقصه الأهلية لصنع عَقْد لا يمكنه أبدًا تحرير وصية قانونية. في حين تختلف صياغة الوثيقة أو الأحكام القضائية من سلطة إلى أخرى، تتطلب الأهلية بشكل عام أن يكون الموصي (المورث) على دراية بما يلي:
1. حجم ملكيته وقيمتها.
2. الأشخاص أصحاب الاستفادة الطبيعية.
3. التنازل الذي يقوم به.
4. كيف ترتبط هذه الأصول لتشكل خطة توزيع مُنظمة للمُلكية.[1][2][3][4][5]

يتطلب اختبار الأهلية أن يكون المُدعي التقليدي الذي طعن بالوصية من الورثة، ويعتقد بوجوب حصوله على حصة أكبر من التي في الوصية. حالما يستوفي الطرف المُعترض مهمة اثبات أن الموصي لم يمتلك الأهلية، تنتقل المهمة عقب ذلك إلى الطرف العارض للوصية لإظهار -بالدليل الواضح والقاطع- أن الموصي امتلك الأهلية المطلوبة.

## إثبات أهلية الموصي القانونية
يجب على من يطعن بوصية، لنقص في أهلية الموصي، أن يُظهر عادةً أن المتوفى عانى من مرض عقلي جعله غير قادر على تذكر أفراد العائلة أو جعله يتوهم الأشخاص من حوله بشكل يدل على الجنون. يحد ميثاق المتوفى أحيانًا من الدليل الذي يمكن الإقرار به والمتعلق بالمعاملات مع المتوفى.
الصيغة المعروفة أكثر أو الأكثر رسمية في القانون العام الخاص بأهلية الموصي هي حكم مارتن نورس كيو سي (الذي كان يشغل منصب نائب قاضٍ في المحكمة العليا وأصبح لاحقًا قاضي الاستئناف الأعلى) في قضية موت ري بيني، عندما يعطي شخص ما حصة كبيرة من موجوداته، تقول القاعدة العامة إنه يجب امتلاك نفس درجة الأهلية التي تتطلبها الوصية. «تتناسب درجة الإدراك المطلوب أو مداه بالنسبة لأي وثيقة مع الاتفاق المحدد المطلوب تنفيذه. في حالة الوصية، تكون الدرجة المطلوبة عالية دومًا. في حالة العَقْد، يُقدَّم سند للنظر فيه أو في حالة تبرّع (عطية) من شخص حيّ إلى آخر، سواء عن طريق وثيقة أو بطريقة أخرى، فتختلف الدرجة المطلوبة حسب ظروف الاتفاق. لذلك في حال كان الموضوع وقيمة المنحة بسيطة بالنسبة لأصول (موجودات) المانح الأخرى، فستكون درجة قليلة من الإدراك كافية. لكن، من ناحية أخرى، إذا كان تأثيرها هو التنازل عن أصول المانح الوحيدة ذات القيمة وبالتالي أيلولة إرثه بموجب وصيته أو انعدامها، فحينها تكون درجة الإدراك المطلوبة عالية وبنفس مقدار درجة الوصية، ويجب على المانح أن يفهم مطالب جميع الممنوح لهم المحتملون وحجم الملكية المُراد التنازل عنها».
غالبًا، يُعِدّ محامو الأشخاص الذين يمكن أن تكون أهليتهم موضع شك تسجيلًا للوصية على شريط فيديو. في الفيديو، يُسأل الموصي عن ملكيته وعن عائلته، وتُراجع محتويات وصيته.
بالإضافة إلى تبيان أهلية المُمتحن القانونية، يبين متخصص في الطب النفسي الشرعي علامات التأثير غير المسوغ له التي يحثها الطرف المَعني ويستغل بها هشاشة الفرد العاطفية بالرغم من أنه سليم ذهنيًا. غالبًا ما يُثار موضوع أهلية الموصي القانونية بعد الوفاة، حين يعترض الوريث المتضرر على الوصية ويطعن بصحة تدوينها. لهذا السبب، يدرس طب النفس الشرعي وعلم النفس الشرعي القدرة الإدراكية للمورث من خلال شريط فيديو مُسجل لتحرير الوصية، أو عن طريق مراجعة البريد الإلكتروني، والرسائل وتسجيلات أخرى.
حتى عندما يُثبت بأن المورِّث لديه نقص في الأهلية بسبب الشيخوخة أو فقدان الذاكرة بسبب التقدم بالعمر، أو العجز أو الجنون، تحكم المحاكم في بعض الأحيان بأن الموصي كانت لديه «فترة مؤقتة من الصفاء الذهني» أو «لحظة صفاء» في وقت تحرير وثيقة الوصاية. تجعل مثل هذه الاكتشافات من الوصية سارية المفعول، ولولا ذلك لاعتُبرت مرفوضة.
هناك طريقة لإحباط الاعتراض على الوصية، وهي امتلاك وصية مثبتة بذاتها، فيها إقرار كتابي مشفوع بقَسَم من قِبل شهود، إذ يُقسم ويؤكد الشهود أن الوصية حُرّرت تحت إشراف المحامي.

### أهلية الموصي القانونية في إنجلترا وويلز
قرينة الأهلية، وهي حين تكون الوصية منطقية وموضوعة بمهنية  وتبدو نظامية في شكلها ومُحررة من قِبل شخص لا تكون قدرته العقلية في موضع شك، وبذلك يجري افتراض أن الوصية قانونية وسارية. يمكن دحض هذه القرينة من قبل طاعن للوصية يُظهر أنه هناك شك حقيقي حول الأهلية. في هذه الحالة تنتقل مهمة إثبات الأهلية إلى واضع الوصية ليظهر أنه كان مؤهلًا قانونيًا في وقت تحرير الوصية.
أهلية الموصي القانونية هي القدرة العقلية المطلوبة لتحرير وصية قانونية. يأتي الاختبار في يومنا الحالي من قضية بانكس ضد غوودفيلو (1870). اهتمت هذه القضية  بصحة وصية جون بانكس. إذا أردنا اليوم أن نعبر عن حالته فمن المرجح وصفه بأنه كان يعاني من جنون الارتياب. عانى من أوهام تعرُّضِهِ للاضطهاد من قِبل الشياطين (كانوا في بعض الأحيان مرئيين بالنسبة له) وأيضًا من قِبل بقّال محلي متوفى. طُعن بوصيته على أساس أنه كان مجنونًا؛ وبذلك اعتُبر غير قادر على تحرير وصية. وجد أن الوصية صالحة بعد المحاكمة من قِبل هيئة المحلفين، أمام بريت جي، في محكمة جنايات كمبرلاند سبرينغ عام 1869. في الاستئناف، أكدت لجنة مؤلفة من أربعة قضاة استئناف في محكمة الملكة الحكمَ بالإجماع. وجد أن الوصية صالحة لم تتأثر بتوهماته، واعتُبرت معقولة، في صالح قريبه الوحيد (الذي عاش معه أيضًا). في حُكمٍ حازم وفصيح، أورد كوكبورن سي جي عوامل الأهلية التالية لتحرير وصية صالحة، وما زالت تُطبق في العديد من المحاكم القضائية الناطقة باللغة الإنجليزية اليوم: «إنه لمن الأساسي في ممارسة تلك الصلاحية أن يكون الموصي (المورث) مُدركًا لطبيعة فعله وتأثيراته؛ فيجب أن يفهم قَدر ملكيته التي يتنازل عنها، ويجب أن يكون قادرًا على إدراك قيمة المستحقات التي ينبغي تنفيذها بناء على الوصية، ومع نظرة لهذا الأمر الأخير، بأنه يجب ألا يسمم أي خلل في الدماغ عواطفه، أو يحرف حسه بالحق، أو يمنع ممارسة مداركه الطبيعية، فلا يجب أن يؤثر توهم جنوني على رغبته بالتنازل عن ملكيته، التي لو كان الدماغ سليمًا، لما حُررت».  